# Episodi di Organizzazione U.N.C.L.E. (seconda stagione)
La seconda stagione della serie televisiva Organizzazione U.N.C.L.E. è stata trasmessa in anteprima negli Stati Uniti d'America dalla NBC tra il 17 settembre 1965 e il 15 aprile 1966.
| nº | Titolo originale                          | Titolo italiano | Prima TV USA      | Prima TV Italia |
| -- | ----------------------------------------- | --------------- | ----------------- | --------------- |
| 1  | Alexander the Greater Affair (Part 1 e 2) |                 | 17 settembre 1965 |                 |
| 2  | Alexander the Greater Affair (Part 1 e 2) |                 | 24 settembre 1965 |                 |
| 3  | The Ultimate Computer Affair              |                 | 1º ottobre 1965   |                 |
| 4  | The Foxes and Hounds Affair               |                 | 8 ottobre 1965    |                 |
| 5  | The Discotheque Affair                    |                 | 15 ottobre 1965   |                 |
| 6  | The Re-Collectors Affair                  |                 | 22 ottobre 1965   |                 |
| 7  | The Arabian Affair                        |                 | 29 ottobre 1965   |                 |
| 8  | The Tigers Are Coming Affair              |                 | 5 novembre 1965   |                 |
| 9  | The Deadly Toys Affair                    |                 | 12 novembre 1965  |                 |
| 10 | The Cherry Blossom Affair                 |                 | 19 novembre 1965  |                 |
| 11 | The Virtue Affair                         |                 | 3 dicembre 1965   |                 |
| 12 | The Children's Day Affair                 |                 | 10 dicembre 1965  |                 |
| 13 | The Adriatic Express Affair               |                 | 17 dicembre 1965  |                 |
| 14 | The Yukon Affair                          |                 | 24 dicembre 1965  |                 |
| 15 | The Very Important Zombie Affair          |                 | 31 dicembre 1965  |                 |
| 16 | The Dippy Blonde Affair                   |                 | 7 gennaio 1966    |                 |
| 17 | The Deadly Goddess Affair                 |                 | 16 gennaio 1966   |                 |
| 18 | The Birds and the Bees Affair             |                 | 21 gennaio 1966   |                 |
| 19 | The Waverly Ring Affair                   |                 | 28 gennaio 1966   |                 |
| 20 | The Bridge of Lions Affair (Part 1 e 2)   |                 | 4 febbraio 1966   |                 |
| 21 | The Bridge of Lions Affair (Part 1 e 2)   |                 | 11 febbraio 1966  |                 |
| 22 | The Foreign Legion Affair                 |                 | 18 febbraio 1966  |                 |
| 23 | The Moonglow Affair                       |                 | 25 febbraio 1966  |                 |
| 24 | The Nowhere Affair                        |                 | 4 marzo 1966      |                 |
| 25 | The King of Diamonds Affair               |                 | 11 marzo 1966     |                 |
| 26 | The Project Deephole Affair               |                 | 18 marzo 1966     |                 |
| 27 | The Round Table Affair                    |                 | 25 marzo 1966     |                 |
| 28 | The Bat Cave Affair                       |                 | 1º aprile 1966    |                 |
| 29 | The Minus-X Affair                        |                 | 8 aprile 1966     |                 |
| 30 | The Indian Affairs Affair                 |                 | 15 aprile 1966    |                 |